# Åtsida
Åtsida, advers alt. avers eller krona är ett mynts eller medaljs framsida. Myntets baksida kallas frånsida, revers eller klave.

## Numismatisk definition
En klassisk numismatisk definition av åtsida är den sida av myntet som har antingen
1. regentens porträtt, namn, initialer, vapen/vapensköld, valspråk, kunglig krona,
2. namnet på landet eller
3. riksvapnet,

i ovan nämnd ordning.

## Svenska definitioner
Olika definitioner finns på vad som är svenska mynts åtsida respektive frånsida. Myntverket paketerar mynt i årskassetter enligt definitionen att åtsidan är den sida vilken årtalet finns präglat på. Riksbanken definierar åtsidan som den sida som valören finns präglat på, såvida inte regentens porträtt finns avbildat. Finns regentens porträtt avbildat på myntet är den sidan åtsidan och inte sidan med valören.